# Peter Lax

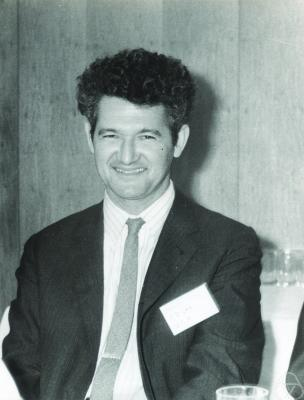
Peter Lax (1969)

Peter David Lax (* 1. Mai 1926 in Budapest; † 16. Mai 2025 in New York City) war ein US-amerikanischer Mathematiker ungarischer Herkunft.
Lax war Träger des Wolf-Preises für Mathematik von 1987 sowie des Abelpreises 2005. Er arbeitete am Courant Institute of Mathematical Sciences an der New York University.

## Biografie
Als Jugendlicher floh Peter D. Lax mit seiner Familie vor der Judenverfolgung im Horthy-Regime 1941 in die USA. Er besuchte die Stuyvesant High School in New York City und begann, Mathematik an der New York University zu studieren (Bachelor 1947). Nachdem er kurzzeitig am Manhattan-Project mitgearbeitet hatte, wo er in Zusammenarbeit mit John von Neumann an der Programmierung der damals zur Verfügung stehenden Rechenmaschinen arbeitete, promovierte er 1949 bei Kurt Friedrichs an der New York University, und zwar am dort von Richard Courant neu gegründeten Institut für angewandte Mathematik. Der Titel der Doktorarbeit war Nonlinear System of Hyperbolic Partial Differential Equations in Two Independent Variables. Von 1950 bis 1958 war er Mitarbeiter im Los Alamos National Laboratory, seitdem war er Professor an der New York University. Dort war er unter anderem Direktor des Courant-Institutes. 1959 wurde er Sloan Research Fellow.
Er war seit 1948 mit der Mathematikerin Anneli Cahn verheiratet, die bei Courant promovierte und mit der er auch ein Analysis-Lehrbuch veröffentlichte.
In den 1970er Jahren war er Leiter des Rechenzentrums der New York University. Ein CDC 6600 Computer, den er von der United States Atomic Energy Commission (AEC) für die Universität erworben hatte, wurde von ihm und einigen Kollegen 1970 gerettet, als eine anarchistische Studentengruppe (Transcendental Students) im Rahmen der Anti-Vietnamkriegsproteste drohte, diesen anzuzünden. 1982 veröffentlichte er den Lax Report, der sich für vermehrten Ausbau von Supercomputer-Zentren in den USA einsetzte.
Zu seinen Doktoranden zählen Ami Harten, Barbara Keyfitz, Alexandre Chorin, Reuben Hersh, Burton Wendroff, Jeffrey Rauch und einer seiner Post-Doktoranden war James Sethian. Peter Lax starb im Alter von 99 Jahren in New York City.

## Ehrungen und Mitgliedschaften
Er war Mitglied der Norwegischen Akademie der Wissenschaften, der National Academy of Sciences, seit 1966 der American Academy of Arts and Sciences und seit 1988 auswärtiges Mitglied der Russischen Akademie der Wissenschaften. 1996 wurde er zum Mitglied der American Philosophical Society gewählt. 1997 wurde er Ehrenmitglied der London Mathematical Society.
1975 erhielt er den Norbert-Wiener-Preis. 1992 erhielt er den Leroy P. Steele Prize der American Mathematical Society und 1987 den Wolf-Preis. 2005 wurde ihm der Abelpreis für seine grundlegenden Beiträge zur Theorie und Anwendung von partiellen Differenzialgleichungen sowie deren numerischer Lösung verliehen. 1986 erhielt er die National Medal of Science, 2013 die Lomonossow-Goldmedaille.
1983 hielt er einen Plenarvortrag auf dem ICM in Warschau (Problems solved and unsolved concerning linear and nonlinear partial differential equations), 1970 war er Invited Speaker auf dem ICM in Nizza (Nonlinear partial differential equations of evolution) und 1966 in Moskau (Scattering theory mit Ralph Phillips).
Er war vielfacher Ehrendoktor, zum Beispiel verlieh ihm im Mai 2012 die University of Pennsylvania die Ehrendoktorwürde. Lax war 1969 John-von-Neumann-Lecturer der SIAM, er erhielt 1966 und 1973 den Lester Randolph Ford Award, und er erhielt 1974 den Chauvenet-Preis (für The Formation and Decay of Shock Waves). Er war Fellow der American Mathematical Society.
Im Jahre 2005 wurde ihm durch die Norwegische Akademie der Wissenschaften der dritte Abelpreis für seine bahnbrechenden Beiträge zur Theorie und Anwendung von partiellen Differentialgleichungen sowie zu deren numerischer Lösung verliehen.

## Arbeitsgebiete
Peter D. Lax zählt zu den bedeutendsten reinen und angewandten Mathematikern.
Er arbeitete auf den Gebieten der Partiellen Differentialgleichungen, der Funktionalanalysis, der Erhaltungssätze, der Strömungsmechanik und der numerischen Mathematik.
Die Erhaltungsgleichungen der Strömungsmechanik zeichnen sich durch ihren hyperbolischen Charakter aus, so dass sie Unstetigkeitstellen, etwa bei Stoßwellen, aufweisen können. Lax entwickelte zu ihrer Lösung etwa das Lax-Friedrichs-Verfahren und das Lax-Wendroff-Verfahren und bewies den Satz von Lax-Wendroff, der besagt, dass ein konservatives numerisches Verfahren zu einer schwachen Lösung der partiellen Differentialgleichung konvergiert. Die Lax-Entropiebedingung gibt eine Bedingung vor, die aus den möglichen schwachen Lösungen eine physikalisch korrekte ausfiltert.
Darüber hinaus ist sein Name mit dem Lax-Milgram-Lemma oder der Lax-Levermore-Theorie verknüpft.
Sehr berühmt ist der Äquivalenzsatz von Lax, der besagt, dass unter gewissen Voraussetzungen für ein numerisches Verfahren zur Lösung gewöhnlicher Differentialgleichungen die Eigenschaften Konsistenz und Stabilität äquivalent zu Konvergenz sind.
1968 leistete er einen wichtigen Beitrag zur Inversen Streutransformation in der Theorie der Solitonen (Einführung von Lax-Paar und Lax-Gleichung).

## Schriften
- mit Ralph S. Phillips: Scattering Theory (= Pure and Applied Mathematics. 26, ISSN 0079-8169). Academic Press, New York NY u. a. 1967.
- mit Anneli Lax und Samuel Burstein: Calculus with applications and computing. Springer, New York NY 1976, ISBN 0-387-90179-5.
- mit Ralph S. Phillips: Scattering theory for automorphic functions (= Annals of Mathematics Studies. 87). Princeton University Press u. a., Princeton NJ 1976, ISBN 0-691-08184-0.
- The Flowering of Applied Mathematics in America. In: Peter Duren (Hrsg.): A Century of Mathematics in America (= History of Mathematics. 2). Band 2. American Mathematical Society, Providence RI 1989, ISBN 0-8218-0130-9, (Digitalisat (PDF; 1,28 MB)).
- Linear Algebra. Wiley, New York NY u. a. 1997, ISBN 0-471-11111-2 (2. Ausgabe als: Linear Algebra and its applications. ebenda 2007, ISBN 978-0-471-75156-4).
- Functional Analysis. Wiley, New York NY 2002, ISBN 0-471-55604-1.
- Selected Papers. Herausgegeben von Peter Sarnak und Andrew Majda. 2 Bände. Springer, New York NY 2005, ISBN 0-387-22925-6 (Band 1), ISBN 0-387-22926-4 (Band 2).
- Hyperbolic partial differential equations (= Courant Lecture Notes in Mathematics. 14). American Mathematical Society, Providence RI 2006, ISBN 0-8218-3576-9 (mit Anhang von Cathleen Synge Morawetz).